# Завтрак у Тиффани (фильм)
«Завтрак у Тиффани» (англ. Breakfast at Tiffany's) — романтическая комедия 1961 года, снятая режиссёром Блейком Эдвардсом с участием Одри Хепбёрн и Джорджа Пеппарда. Фильм адаптирован из одноимённого романа Трумена Капоте, опубликованного в 1958 году. В нём рассказывается история Холли Голайтли, фермерской девушки, которая хочет жить великосветской жизнью, но, пережив различные перемены, наконец находит счастье в обычной жизни.
Одри Хепбёрн исполнила в фильме роль Холли Голайтли, наивной и эксцентричной девушки, ищущей богатого кавалера, которая стала, по признанию самой Хепбёрн, самой яркой ролью в её карьере и одной из самых сложных, так как актрисе-интроверту следовало сыграть эксцентричного экстраверта. Исполненная ею в фильме песня «Moon River» принесла композитору Генри Манчини и автору текста Джонни Мерсеру премию «Оскар» в 1962 году. Манчини также получил премию «Оскар» за лучший саундтрек — «Breakfast at Tiffany’s: Music from the Motion Picture». В фильме также исполнил самую заметную роль на пике своей карьеры актёр Джордж Пеппард.

## Сюжет
Пол Варжак, писатель, живущий в Нью-Йорке за счёт богатой любовницы, переезжает в новую квартиру и знакомится с соседкой — Холли Голайтли, легкомысленной девицей, прожигательницей жизни, мечтающей стать содержанкой у богатого мужа. Она путает имена, хранит телефон в чемодане под кроватью, убегает из квартиры через окно и грезит ювелирным магазином «Tiffany & Co.». Когда Холли знакомится с Полом, она сразу заявляет ему, что они теперь друзья, и она будет называть его по имени своего любимого брата, Фредом. Она знакомит его со своим котом и говорит, что не имеет права давать ему имя, так как считает, что пока она не найдёт своего места в этом мире, она никому не принадлежит, так же как и её безымянный кот. Холли говорит, что когда найдёт место, где ей будет так же спокойно, как у «Tiffany & Co.», она перестанет бежать от жизни и даст имя своему коту.
Пол (Фред) воспринимает Холли как легкомысленную девчонку, всячески помогает и поддерживает её. Они становятся настоящими друзьями, проводят время на вечеринках, гуляют по Нью-Йорку, делятся мечтами и планами на жизнь. Внезапно в городе появляется бывший муж Холли (Док, ветеринар), который выслеживает Пола и рассказывает ему о прошлом Холли, называя её настоящее имя — Лулу-Мэй. Он приехал, чтобы вернуть девушку домой и сказать, что всё ещё её любит, но Холли не испытывает никаких чувств к Доку. Во время встречи Дока с Полом последний находит в упаковке со сладостями кольцо в качестве приза и, посетив любимый ювелирный магазин Холли, отдаёт это кольцо ювелиру с просьбой сделать на нём гравировку.
После очередной весёлой прогулки Холли и Пола друзья понимают, что полюбили друг друга, и в конце вечера целуются. Однако на следующий день Холли игнорирует Пола, а ещё через несколько дней сообщает ему, что выходит замуж за бразильского богача Хосе, с которым она познакомилась на вечеринке. Девушка с нетерпением ждёт новой жизни — она практикует португальский язык и учится готовить, но свадьбе не суждено состояться. Холли попадает в тюрьму на одну ночь, но этот случай, освещённый в газетах, не позволит Хосе жениться на скандальной особе. Полу велят собрать все вещи Холли и ехать за ней в участок. Когда они едут на такси, Пол сообщает Холли, что Хосе прислал письмо неприятного содержания, но девушка непреклонна, она требует, чтобы таксист продолжал ехать в аэропорт, так как она никогда не была в Бразилии. По дороге она просит водителя притормозить и выбрасывает кота на улицу. Пол выходит из себя и высказывает девушке всё, что накопилось в его душе. Он объясняет ей, что, пытаясь доказать всем, что она сама по себе, Холли создаёт вокруг себя клетку, из которой не сможет выбраться, даже уехав за границу. Пол признаётся Холли в любви и говорит, что никуда её не отпустит. Между героями возникает ссора, и Пол покидает машину, кинув на колени Холли коробочку с гравированным кольцом. Это становится переломным моментом в жизни Холли. Она надевает кольцо на палец, затем выпрыгивает из машины и бежит искать ранее выброшенного кота. За этим наблюдает Пол. На улице сильный ливень. Найдя кота в одной из коробок на помойке, Холли берёт его и подходит к Полу. Герои целуются. На этом действие фильма заканчивается.

## В ролях
- Одри Хепбёрн — Холли Голайтли
- Джордж Пеппард — Пол Варжак
- Патриция Нил — Эмили Юстас «Туи» (2E) Фэйленсон
- Микки Руни — мистер Юниоши
- Алан Рид — Салли Помидор
- Бадди Эбсен — Док Голайтли
- Мартин Болсам — О. Д. Берман
- Хосе Луис де Вильялонга — Хосе да Сильва Перейра
- Стэнли Адамс — Расти Троулер
- Джон Макгайвер — продавец в “Tiffany & Co.”
- Элвия Оллман — библиотекарь
- Оранджи — кот Холли

## Сборы
«Завтрак у Тиффани» был выпущен компанией Paramount Pictures 5 октября 1961 года, имел успех у критиков и коммерческий успех, собрав 14 миллионов долларов при бюджете в 2,5 миллиона долларов. Образ Холли Голайтли, сыгранный Хепбёрн, обычно считается одной из её самых запоминающихся и узнаваемых ролей. Актриса считала эту роль одной из своих самых сложных, поскольку она была интровертом, а должна была играть экстраверта.
Фильм получил пять номинаций на премию «Оскар»: «лучшая актриса», «лучший адаптированный сценарий», «лучший дизайн постановки», «лучшая оригинальная партитура» и «лучшая оригинальная песня». Библиотека Конгресса сочла фильм культурно, исторически или эстетически значимым и выбрала его для сохранения в Национальном реестре фильмов в 2012 году.
На агрегаторе рецензий «Rotten Tomatoes» фильм получил рейтинг одобрения 89 % на основе 55 рецензий со средним баллом 7,50/10. Консенсус критиков на сайте гласит: «В нём есть несколько уродливых анахронизмов, но Блейк Эдвардс в этой культовой классике самый смешной, а Одри Хепбёрн просто зажигает экран». На «Metacritic» фильм получил средневзвешенную оценку 76 из 100, основанную на 6 критиках, что указывает на положительные отзывы.

## Критика
Журнал «Time» отметил: «В течение первых получаса или около того голливудская Холли (Одри Хепбёрн) мало чем отличается от версии Капоте. Она бросила травку и потеряла внебрачного ребёнка, которого родила, но она всё ещё Джолли Холли, вечная невеста, дитя города Тюльпан, штат Техас, которая в 15 лет убегает в Голливуд, чтобы найти лучшее в жизни ― например, обувь».
Газета «The New York Times» назвала фильм совершенно невероятным, состоящим из неравных долей комедии, романтики, остроты, забавных разговорных выражений и самых шикарных районов Ист-Сайда Манхэттена, запечатлённых в самых красивых цветах. В обзоре газета написала, что Холли Голайтли невероятна, как и всегда. Но в лице мисс Хепбёрн она по-настоящему очаровательная эльфийская беспризорница, которой будут верить и которую будут обожать, когда её увидят. Джордж Пеппард — непринуждённый и, по большей части, сдержанный гражданин, которому, похоже, больше нравится наблюдать, чем участвовать в разбирательстве. Мартин Бальзам — настоящий дерзкий, энергичный голливудский агент. Кривоногий, близорукий японец Микки Руни в целом экзотичен. Патриция Нил просто крута и энергична в своих немногих эпизодах в роли спонсора мистера Пеппарда, в то время как у Бадди Эбсена короткая, но запоминающаяся роль мужа мисс Хепбёрн.
Трумэн Капоте ненавидел Хепбёрн в главной роли. Биограф Капоте, Джеральд Кларк счёл фильм «валентинкой» для свободных духом женщин, а не поучительной историей о маленькой девочке, заблудившейся в большом городе. Он сказал: «Этот фильм — просто кондитерское изделие из сахара и специй».

## Влияние
Хепбёрн в роли Холли, с волосами, собранными в высокий шиньон, и с огромным мундштуком для сигарет, считается одним из самых знаковых образов американского кинематографа XX века. Ещё один культовый предмет на протяжении всего фильма — солнцезащитные очки Холли. Часто ошибочно идентифицируемые как «Ray-Ban», эти очки на самом деле были разработаны и изготовлены в Лондоне Оливером Голдсмитом. В 2011 году модель была переиздана в ознаменование 50-летия фильма.
Одно из трёх платьев, разработанных «Givenchy» для Хепбёрн для использования в фильме, было продано на аукционе «Кристис» 5 декабря 2006 года за 467 200 фунтов стерлингов (~ 947 000 долларов США), что примерно в 7 раз превышает резервную цену. Маленькое чёрное платье от «Givenchy», которое героиня Хепбёрн надевала в начале фильма, считается одним из самых знаковых предметов одежды в истории XX века и, пожалуй, самым знаменитым маленьким чёрным платьем всех времён.
Второе маленькое чёрное платье из фильма вместе с широкополой шляпой было надето Холли, когда она идёт навестить бандита Салли Томато в тюрьме Синг-Синг. Это платье также надевала героиня Энн Хэтэуэй — Селина Кайл, альтер эго женщины-кошки, — в фильме Кристофера Нолана «Тёмный рыцарь: Возрождение легенды». Книга комиксов «Женщина-кошка», нарисованная художником Адамом Хьюзом, была основана на образе Холли.
«Breakfast at Tiffany’s» — одна из самых известных песен американской рок-группы «Deep Blue Something».
Главная героиня фильма «Любовь и другие катастрофы» постоянно пересматривает «Завтрак у Тиффани» и подражает Одри Хепбёрн; в фильме несколько раз звучит музыка Генри Манчини.
Японская компания «Jun Planning» выпустила куклу-пуллип в образе Холли Голайтли.
К фильму отсылает эпизод мультсериала «Симпсоны» «I’m With Cupid» — фразой «That’s right, they have breakfast at Tiffany’s now» (рус. Точно, они теперь завтракают у Тиффани).
Американский писатель Джеймс Паттерсон (автор триллеров и создатель образа чернокожего детектива Алекса Кросса) в 2008 году выпустил книгу под названием «Воскресенья у Тиффани» (англ. Sundays at Tiffany’s). Главная героиня книги — Джейн. Любовь всей её жизни — воображаемый друг Майкл. Но магазин «Tiffany & Co.», как и у Капоте, самое любимое место Джейн.
Немецкая почтовая марка 2001 года, для создания эскиза которой использовался образ Одри Хепбёрн из фильма «Завтрак у Тиффани», стала филателистической редкостью и стоит более 50 тысяч евро.
Сценарий фильма «Завтрак у Тиффани» с пометками Одри Хэпбёрн был продан на аукционе за рекордную сумму для сценариев — 632,7 тыс. фунтов стерлигнгов

## Награды
- 1962 — две премии «Оскар»: «лучшая музыка» (Генри Манчини), «лучшая песня» (Джонни Мерсер, Генри Манчини, песня Moon River)
- 1962 — премия «Давид ди Донателло» лучшей зарубежной актрисе (Одри Хепбёрн)
- 1962 — премия «Грэмми» за лучший саундтрек (Генри Манчини)
- 1962 — премия Гильдии сценаристов США (Джордж Аксельрод)

### Номинации
- 1962 — три номинации на премию «Оскар»: «лучшая актриса» (Одри Хепбёрн), «лучший сценарий» (Джордж Аксельрод), «лучшая работа художника» (Хэл Перейра, Роланд Андерсон, Сэм Камер, Рэй Мойер)
- 1962 — номинация на премию Гильдии режиссёров США (Блейк Эдвардс)
- 1962 — две номинации на премию «Золотой глобус»: «лучший фильм — комедия», «лучшая актриса — комедия/мюзикл» (Одри Хепбёрн)